# اوت ۲۰۰۵

## ۹ شهریور،۱۳۸۴(چهارشنبه)
برابر با: ۳۱ اوت، ۲۰۰۵
- در جریان فروریختن پل الائمه و حملهٔ تروریستی به جمعیت عزادارانی که به سمت حرم موسی کاظم در شهر کاظمین حرکت می‌کردند، تعداد ۸۱۶ نفر کشته و ۳۲۳ نفر زخمی شدند. (ایرنا) نحست‌وزیر عراق در پی این واقعه سه روز عزای عمومی اعلام کرد. (ایرنا)
- مشاورامنیت ملی عراق در گفتگو با تلویزیون این کشور اعلام کرد که صدامی‌ها و وهابی‌ها عامل فاجعهٔ غم‌انگیز کاظمین در روز کشته‌شدن موسی کاظم هستند. (ایرنا)
- مردم شهرها و مناطق مختلف «لوییزیانا» در آمریکا که همه چیز خود را به دلیل وقوع توفان مرگبار «کاترینا» از دست داده‌اند، به فروشگاه‌ها هجوم برده تا مایحتاج مورد نیازشان را فراهم کنند. (ایرنا)
- پاکستان هشت فروند هواپیمای تجسس دریایی از آمریکا تحویل گرفت. (ایرنا)
- مخالفان جهانی‌سازی در سیدنی با پلیس به زد و خورد پرداختند. (ایرنا)
- میزان استقراض بانکی در انگلیس از حد در نظر گرفته‌شده توسط تحادیهٔ اروپا بر اساس یمان «ماستریخت» فراتر رفت. (ایرنا)
- گزارش جدید یک نهاد بین‌المللی نشان می‌دهد که تقریباً نیمی از شش میلیارد جمعیت دنیا درآمدی کمتر از دو دلار در روز دارند. (ایرنا)
- محققان موفق شده‌اند در آزمایشگاه و با استفاده از فناوری نانو و ذرات کربن، ماده‌ای با سختی بالاتر از سختی الماس تولید کنند. (ایرنا)
- هارددیسک همه‌کارهٔ «مکستور» صدا و تصویر دیجیتالی را به خانه‌ها می‌آورد. (ایرنا)

## ۸ شهریور،۱۳۸۴(سه‌شنبه)
برابر با: ۳۰ اوت، ۲۰۰۵
- تندباد کاترینا جان دست‌کم ۸۰ نفر را گرفت. (بی‌بی‌سی) تخمین زده می‌شود بادهای سهمگین این تندباد به ۲۶ میلیارد دلار اموال بیمه‌شده زیان زده باشد. (بی‌بی‌سی)
- بیش از ۴۰ نفر در جریان بمباران دو واحد مسکونی در نزدیکی شهر قائم عراق کشته شدند. (ایرنا)[پیوند مرده]
- یک دانشمند علوم هسته‌ای برزیل ادعا کرد که گروهی از افسران ارتش این کشور ساخت یک بمب اتمی را به صورت پنهانی تقریباً به پایان برده‌اند. (ایرنا)
- دولت انگلیس در صدد است قوانین جدیدی برای مقابله با ترویج سایت‌های اینترنتی غیراخلاقی وضع کند. (ایرنا)
- تلویزیون دولتی کرواسی از کشف یک گور جمعی دیگر در شهر «اوکوسانی» در شرق این کشور خبر داد. (ایرنا)
- «بنیامین نتانیاهو» در پی کسب ریاست حزب «لیکود» با «شارون» رقابت می‌کند. (ایرنا)
- بر اساس آخرین تحقیقی که صورت گرفته، دانش‌آموزان آمریکایی از نظر سواد خواندن و دانش ریاضیات در بین ۲۹ کشور، مقام بیست و چهارم را به خود اختصاص داده‌اند. (ایرنا)
- چین بیست و دومین ماهوارهٔ اکتشافات علمی خود را به فضا پرتاب کرد. (ایرنا)

## ۷ شهریور،۱۳۸۴(دوشنبه)
برابر با: ۲۹ اوت، ۲۰۰۵
- پروندهٔ شکایت از دولت استرالیا با اتهام وارد شدن «آزار وخیم جسمی و روانی» بر یک پسر ۱۰ سالهٔ ایرانی هنگام بازداشت در اردوگاه‌های پناهندگان، در دادگاه مورد بررسی قرار می‌گیرد. (ایرنا)
- جمعی از مردم بغداد شب گذشته (یکشنبه شب) پایان تدوین پیش‌نویس قانون اساسی کشورشان را جشن گرفتند. (ایرنا)
- طارق الهاشمی «دبیر کل حزب اسلامی عراق» روز دوشنبه اعلام کرد که پیش‌نویس قانون اساسی که روز گذشته اعلام شد دربرگیرندهٔ مواردی غیرقابل‌قبول است که زمینه را در برابر آینده‌ای نامعلوم می‌گشاید. (ایرنا)
- «ولادیمیر پوتین» رئیس‌جمهور روسیه اعلام کرد که این کشور از نامزدی آلمان برای عضویت دائمی در شورای امنیت سازمان ملل حمایت می‌کند. (ایرنا)
- هوگو چاوز رئیس‌جمهور ونزوئلا روز یکشنبه هشدار داد که اگر دولت آمریکا علیه یک واعظ تلویزیونی که خواستار ترور وی شده بود اقدامی به عمل نیاورد، ونزوئلا دادخواستی را علیه این کشور در سازمان ملل و سایر نهادهای بین‌المللی ارائه خواهد کرد. (ایرنا)
- شمار تلفات بیماری التهاب مغزی معروف به «آنسفالیت ژاپنی» یا تب مغزی در ایالت «اوتارپرادش» هند به ۲۶۳ نفر رسید. (ایرنا)
- ریچارد استالمن خبر از دگرگونی در سیستم‌عامل لینوکس داد. (ایرنا)
- ویروس‌های اینترنتی در هفتهٔ اول شهریور ماه (ایرنا)

## ۶ شهریور،۱۳۸۴(یکشنبه)
برابر با: ۲۸ اوت، ۲۰۰۵
- سخنگوی وزارت امورخارجهٔ ایران گفت: طرح ایران در خصوص پروندهٔ هسته‌ای تا ۵/۱ ماه آینده ارائه خواهد شد. (ایرنا)
- مجمع ملی عراق، قانون اساسی دائم این کشور را تائید کرد. (ایرنا)
- موارد مورد اعتراض اعراب سنی در پیش‌نویس قانون‌اساسی عراق (ایرنا)
- تجمع فعالان ضدجنگ در مقابل مزرعهٔ «بوش» همچنان ادامه دارد. (ایرنا)
- تیم فوتبال صباباتری با پیروزی چهار بر صفر مقابل تیم فولاد خوزستان قهرمان رقابت‌های سوپرجام فوتبال باشگاه‌های ایران شد. (ایرنا)
- یک جوان ۱۷ ساله در شهرستان کوثر موفق به طراحی و ساخت دستگاه موتور الکتریکی با رویکرد مینیمالیستی و جعبه دندهٔ مینیاتوری با سیستم CBT شد. (ایرنا)
- تحقیقات جدید نشان می‌دهد پس از سال‌ها افزایش قابل توجه روند رشد سرعت ترافیک اینترنتی در جهان، به نظر می‌رسد سرعت روند رشد ترافیک اینترنتی رو به کاهش گذاشته است. (ایرنا)
- اطلاعات جدید جمع‌آوری‌شده در مطالعات زلزله‌شناسی نشان می‌دهد سرعت چرخش وضعی هستهٔ کرهٔ زمین بیشتر از سرعت دوران لایهٔ جبه و همچنین پوستهٔ زمین به دور خود است. (ایرنا)

## ۵ شهریور،۱۳۸۴(شنبه)
برابر با: ۲۷ اوت، ۲۰۰۵
- در پی شیوع بیماری‌های وبا و حصبه در ترکیه، مرز بازرگان برای ورود مسافران یک روزه تا اطلاع ثانوی بسته شد. (ایرنا)
- مشروح گفتگوی خبرنگار «سی‌ان‌ان» با «علی لاریجانی» در وین (ایرنا)
- هوگو چاوز رئیس‌جمهور ونزوئلا گفت: "هر اتفاقی که برای من بیفتد جرج بوش مسؤول مستقیم آن است." (ایرنا)
- «جان اف کندی» قصد داشت در صورتی که دولت کمونیست چین برای بار دوم به هند تعرض کند، با بمب اتم به آن کشور حمله کند. (ایرنا)
- لیزر ضد موشک جدید پنتاگون تکمیل شد. (ایرنا)
- کتاب یک پژوهشگر ایرانی مقیم آمریکا در میان آثار معرفی‌شده برای دریافت جایزهٔ کتاب سال روزنامهٔ «گاردین» قرار گرفت. (ایرنا)
- گلزنی مهدوی‌کیا مانع از شکست هامبورگ برابر هانوفر شد. (ایرنا)
- سه شرکت «آی‌بی‌ام»، «سونی» و «توشیبا» جزئیات مربوط به پردازندهٔ رایانه‌ای جدید خود را منتشر می‌کنند. (ایرنا)
- دو نفر در ارتباط با انتشار ویروس رایانه‌ای «زوتوب» که به بسیاری از شرکت‌های آمریکایی آسیب رساند، در مراکش و ترکیه بازداشت شدند. (ایرنا)

## ۴ شهریور،۱۳۸۴(آدینه)
برابر با: ۲۶ اوت، ۲۰۰۵
- تصادفی خونین در محور میانه- قره‌چمن ۵۸ کشته و زخمی بر جای گذاشت. (ایرنا)
- خشونت‌ها در حاشیهٔ برگزاری انتخابات محلی در پاکستان دست‌کم ۲۰ کشته و بیش از ۱۰۰ مجروح بر جای گذاشت. (ایرنا)
- مجلس سنای ازبکستان خواستار برچیدن پایگاه نظامی آمریکا در این کشور شد. (ایرنا)
- نتایج تازه‌ترین تحقیق سازمان ملل نشان می‌دهد که عمان، کویت و یمن به ترتیب دارای بیشترین بودجهٔ نظامی در مقایسه با کل بودجهٔ خود هستند. (ایرنا)
- سپرده‌های بانکی جهان عرب بیش از ۵۵۰ میلیارد دلار است. (ایرنا)
- موتورسوار ایرانی که قصد داشت با پرش از روی ۲۲ اتوبوس به فاصلهٔ ۶۶ متر، رکورد جهانی را به نام خود ثبت کند، در هنگام فرود و برخورد با اتوبوس پانزدهم کشته شد. (ایرنا)
- شمار قربانیان «تب مغزی» یا «آنسفالیت ژاپنی» در هند به ۱۹۷ نفر افزایش یافت. (ایرنا)
- جراحان ایتالیایی عمل جراحی قلب بدون باز کردن قفسهٔ سینه‌انجام دادند. (ایرنا)
- پژوهشگران ژاپنی و آمریکایی پروتئین طولانی‌کردن عمر را کشف کردند. (ایرنا)

## ۳ شهریور،۱۳۸۴(پنجشنبه)
برابر با: ۲۵ اوت، ۲۰۰۵
- تیم دانش‌آموزی المپیاد کامپیوتر ایران با کسب دو مدال نقره و دو مدال برنز، به مقام سیزدهم المپیاد جهانی کامپیوتر دست یافت. (ایرنا)
- سازمان عفو بین‌الملل، اقدام انگلیس در اخراج خارجیان مظنون را مغایر با حقوق بشر خواند. (ایرنا)
- تعداد قربانیان سیل در مرکز اروپا به دست‌کم ۴۵ تن رسید. (ایرنا)
- جمعیت هند تا ۲۱ سال دیگر به یک میلیارد و ۴۱۰ میلیون نفر افزایش می‌یابد. (ایرنا)
- بانک توسعهٔ اسلامی ۲۴۷ هزار دلار کمک بلاعوض در اختیار قرقیزستان قرار می‌دهد. (ایرنا)
- تیم واترپلوی جوانان ایران قهرمان آسیا شد. (ایرنا)
- دانشمندان کره‌ای از خوک شبیه‌سازی‌شده پروتئین ضدسرطان بدست آوردند. (ایرنا)
- شرکت ژاپنی هیتاچی موفق به ساخت دستگاه ضبط و پخش «دی‌وی‌دی» شد که حجم دیسک سخت آن یک ترابایت (هزار گیگابایت) است.

## ۲ شهریور،۱۳۸۴(چهارشنبه)
برابر با: ۲۴ اوت، ۲۰۰۵
- کابینهٔ احمدی‌نژاد مشخص شد. (ایرنا) (ایرنا)
- سازمان «گزارشگران بدون مرز» از بهبودی نسبی وضعیت سلامتی اکبر گنجی اظهار خرسندی کرد. (ایرنا)
- سقوط یک هواپیمای مسافربری پرو دست‌کم ۷۰ کشته بر جای گذاشت. (ایرنا)
- اسرائیل در بخش مسلمان‌نشین بیت‌المقدس شهرک یهودی‌نشین احداث می‌کند. (ایرنا)
- آمریکا با اعطای کمک ۵۰ میلیون دلاری به فلسطین موافقت کرد. (ایرنا)
- بیش از نیمی از جمعیت جهان در فقر بسر می‌برند. (ایرنا)
- بر اثر جاری شدن سیل در سوییس دست‌کم ۶ نفر کشته شدند. (ایرنا)
- کشف راز رشته‌های تسبیح‌مانند اینکاها (ایرنا)
- ژاپن ماهواره‌ی آزمایشی خود را با موفقیت به فضا فرستاد. (ایرنا)
- خدمات «مسنجر» شرکت «گوگل» از راه رسید. (ایرنا)
- «اینتل» مشخصات پردازنده‌های جایگزین «پنتیوم ۴» را منتشر کرد. (ایرنا)

## ۱ شهریور،۱۳۸۴(سه‌شنبه)
برابر با: ۲۳ اوت، ۲۰۰۵
- بخش خبری فارسی رادیو بی‌بی‌سی خبر از دست داشتن انگلیس و بی‌بی‌سی در کودتای ۲۸ مرداد داد. (ایرنا)
- البرادعی در گزارش کتبی منشأ آلودگی سانتریفیوژهای ایران را اعلام می‌کند. (ایرنا)
- پیش‌نویس قانون اساسی عراق به مجمع ملی عراق تحویل داده شد. (ایرنا)
- بوش از سنی‌های عراق خواست پیش‌نویس قانون اساسی را بپذیرند. (ایرنا)
- دادگاه «صدام» برگزار شد. (ایرنا)
- سیل و باران شدید بخش وسیعی از اروپا را فرا گرفت. (ایرنا)
- یکی از نفیس‌ترین فرش‌های جهان زینت‌بخش سازمان ملل شد. (ایرنا)
- ژاپنی‌ها فناوری تبدیل املاح فاضلاب به سوخت را پیدا کردند. (ایرنا)
- دانشمندان «هاروارد» به کشفیات جدیدی در سلول‌های بنیادین دست یافتند. (ایرنا)

## ۳۱ مرداد،۱۳۸۴(دوشنبه)
برابر با: ۲۲ اوت، ۲۰۰۵
- پس از ۵۰ سال، نخستین قانون اساسی دائم عراق تدوین شد. (ایرنا)
- اخوان المسلمین از پیروان خود خواست به حسنی مبارک رأی ندهند. (ایرنا)
- نیروهای امنیتی مصر بیش از ۲۰۰ مظنون را در شمال شبه‌جزیرهٔ سینا توقیف کردند. (ایرنا)
- اعضای شبکهٔ حمله‌کننده به «بندر عقبه»ی اردن شناسایی شدند. (ایرنا)
- ارتش هند در مرز بنگلادش به حال آماده‌باش در آمد. (ایرنا)
- کاسترو و چاوز آمریکا را به تخریب جهان متهم کردند. (ایرنا)
- اندونزی یک هزار و سیصد نظامی را از استان «آچه» خارج کرد. (ایرنا)
- سمینار «نرم‌افزار کنترل تهدیدهای اینترنتی و فیلترینگ» در هتل سیمرغ تهران برگزار شد. (ایرنا)
- سه کشور آسیایی، شبکهٔ نظارت مشترک اینترنتی ایجاد می‌کنند. (ایرنا)

## ۳۰ مرداد،۱۳۸۴(یکشنبه)
برابر با: ۲۱ اوت، ۲۰۰۵
- بررسی رأی اعتماد به وزیران پیشنهادی در مجلس آغاز شد. (ایرنا)[پیوند مرده]
- متن پیش‌نویس قانون اساسی جدید عراق امروز به مجمع ملی این کشور تسلیم می‌شود. (ایرنا)
- سخنگوی دولت عراق از اجرای حکم اعدام در این کشور دفاع کرد. (ایرنا)
- آمریکا ۲۵ میلیون دلار برای رشد دمکراسی در تاجیکستان اختصاص داد. (ایرنا)
- درگیری شهرک‌نشین‌های صهیونیست با سربازان ارتش اسرائیل در شهرک سانور (ایرنا)
- فضاپیمای دیسکاوری به خانهٔ خود در فلوریدا باز می‌گردد. (ایرنا)
- ذخیرهٔ پرتوهای خورشید تابستانی برای ذوب یخ و برف جاده‌ها در زمستان (ایرنا)
- گوگل و یاهو محبوب‌ترین موتورهای جستجوی اینترنتی (ایرنا)

## ۲۹ مرداد،۱۳۸۴(شنبه)
برابر با: ۲۰ اوت، ۲۰۰۵
- نشست مجلس برای بررسی رأی اعتماد به وزیران پیشنهادی فردا آغاز می‌شود. (ایرنا)
- اسلام، منبع اصلی قانون اساسی عراق خواهد بود. (ایرنا)
- نمایندگان مسلمانان آلمان از درخواست پاپ برای اتحاد در برابر تروریسم استقبال کردند. (ایرنا)
- عبدالسلام صدیقی، عامل اصلی ترور نافرجام مشرف اعدام شد. (ایرنا)
- اکثر نمایندگان کنگرهٔ آمریکا طرفدار خروج نظامیان این کشور از عراق هستند. (ایرنا)
- به دنبال انفجارهای متعدد و دعوت احزاب مخالف دولت، اعتصاب سراسری بنگلادش را فرا گرفت. (ایرنا)
- خانوادهٔ شهروند مقتول برزیلی خواستار استعفای رئیس پلیس لندن شدند. (ایرنا)
- بیماری جنون گاوی به گوسفندهای انگلیسی نیز سرایت کرد. (ایرنا)
- اینتل اینترنت پرسرعت و بی‌سیم «وای‌مکس» را در ۱۰۰ شهر مختلف جهان راه‌اندازی می‌کند. (ایرنا)[پیوند مرده]

## ۲۸ مرداد،۱۳۸۴(آدینه)
برابر با: ۱۹ اوت، ۲۰۰۵
- آصفی: از ارجاع پروندهٔ ایران به شورای امنیت هراسی نداریم.(ایرنا)
- رادیو عراق از بازداشت ۸۵ تروریست و شبه‌نظامی در موصل خبر داد. (ایرنا)
- سه موشک از خاک اردن به سوی بندر عقبه و یک شهر اسرائیل پرتاب شدند. (ایرنا)
- ژاپن درصدد ارائهٔ یک قطعنامهٔ جدید در خصوص افزایش اعضای شورای امنیت است. (ایرنا)
- صادرات نفت اکوادور متوقف شد. (ایرنا)
- پیکرهای نظامیان اسپانیایی کشته شده در افغانستان به مادرید انتقال یافتند. (ایرنا)
- فضانورد روس رکورددار راهپیمایی در فضا شد. (ایرنا)
- گردشگران ژاپنی می‌توانند به فضا بروند. (ایرنا)

## ۲۷ مرداد،۱۳۸۴(پنجشنبه)
برابر با: ۱۸ اوت، ۲۰۰۵
- درآمد سالانهٔ نفت امسال ایران به بیش از ۴۰ میلیارد دلار خواهد رسید. (ایرنا)
- نیروهای امنیتی عربستان با افراد مسلح در شهر مدینه درگیر شدند. (ایرنا)
- منشی «عدی» پسر صدام دستگیر شد. (ایرنا)[پیوند مرده]
- انتقاد وزیرخارجهٔ عراق از کشورهای همجوار (ایرنا)
- محاکمهٔ جنجالی معاون پیشین رئیس‌جمهوری آفریقای جنوبی وارد دور تازه‌ای شد. (ایرنا)
- بازی‌های جهانی دانشجویان- ایران در رده‌بندی مدال‌ها، چهاردهم است. (ایرنا)

## ۲۶ مرداد،۱۳۸۴(چهارشنبه)
برابر با: ۱۷ اوت، ۲۰۰۵
- انتشار جزئیات تازه‌ای از قتل جوان برزیلی پلیس انگلیس را در فشار قرار داد. (ایرنا)
- اسناد محرمانهٔ هشدار به دولت کلینتون در سال ۱۹۹۶ در مورد بن‌لادن کشف شد. (ایرنا)
- شمار تلفات ناشی از انفجارها در بغداد دست‌کم به ۴۳ تن رسید. (ایرنا)
- انفجار هم‌زمان ۲۰۰ بمب کوچک در بنگلادش یک کشته و ۳۸ زخمی بر جای گذاشت. (ایرنا)
- یهودیان در نوار غزه و کرانه باختری در حال ترک سکونتگاه‌های خود هستند. (ایرنا)
- رکورد طولانی‌ترین مدت حضور انسان در فضا توسط فضانورد روس شکسته شد. (ایرنا)
- تلاش آمریکا برای تولید نسل تازهٔ سلاح‌های بی‌حس‌کننده (ایرنا)
- ساخت باتری که با ادرار کار می‌کند. (ایرنا)

## ۲۵ مرداد،۱۳۸۴(سه‌شنبه)
برابر با: ۱۶ اوت، ۲۰۰۵
- برنامهٔ دولت نهم ایران منتشر شد. (ایرنا)
- نامهٔ اعتراض‌آمیز رهبران مسلمانان انگلیس به «تونی بلر» (ایرنا)
- بیست و هشت تن از نیروهای طالبان در جنوب افغانستان کشته شدند. (ایرنا)
- نسل اروپایی‌ها در آینده منقرض می‌شود. (ایرنا)
- درگیری‌های تازه در کلمبیا دستکم ۱۲ کشته بر جای گذاشت. (ایرنا)
- تحقیقات دانشمندان پیرامون اینکه آیا آتلانتیس هم طعمه سونامی شده‌است یا خیر؟ (ایرنا)
- ناحیهٔ مربوط به پشیمانی در مغز کشف شد. (ایرنا)
- تلاش تازهٔ دانشمندان برای ساختن واکسن ایدز از خون تمساح (ایرنا)

## ۲۴ مرداد،۱۳۸۴(دوشنبه)
برابر با: ۱۵ اوت، ۲۰۰۵
- متن کامل میثاق اعضای هیأت دولت و رئیس‌جمهور جدید ایران (ایرنا)
- سکوت آژانس بین‌المللی انرژی اتمی دربارهٔ منشأ آلودگی سانتریفیوژهای ایران (ایرنا)
- هوگو چاوز، آمریکا را تهدید به قطع صادرات نفت کرد. (ایرنا)
- یک آموزگار و شاگردانش به خاطر قرائت قرآن در چین بازداشت شدند. (ایرنا)
- نخست‌وزیر ژاپن از سیاست کشورگشایی کشورش در گذشته پوزش خواست. (ایرنا)
- اجساد ۱۱۹ تن از قربانیان هواپیمای ساقط شدهٔ قبرسی پیدا شد. (ایرنا)
- ویروس رایانه‌ای جدید و سریع «زوتاب» در اینترنت شناسایی شد. (ایرنا)

## ۲۳ مرداد،۱۳۸۴(یکشنبه)
برابر با: ۱۴ اوت، ۲۰۰۵
- احمدی نژاد کابینهٔ خود را به مجلس معرفی کرد. (ایرنا)
- آمریکا می‌گوید که موج سوم حملات القاعده به انگلیس و آمریکا در راه است. (ایرنا)
- در جریان سقوط یک هواپیمای قبرسی، ۱۲۱ نفر کشته شدند. (ایرنا)
- القاعده شرکت‌کنندگان در همه‌پرسی قانون اساسی در عراق را تهدید به مرگ کرد. (ایرنا)
- اخوان المسلمین علیه رژیم حسنی مبارک تظاهرات کردند. (ایرنا)
- صربستان هفت جنایتکار جنگی را محاکمه می‌کند. (ایرنا)
- در جریان المپیاد جهانی دانشجویان، «هادی حبیبی» به فینال رسید. (ایرنا)
- کشف روشی علیه ویروس مخفی ایدز (ایرنا)
- با پایان عمر «پنتیوم ۴» اینتل نسل جدید پردازنده‌های خود را معرفی می‌کند. (ایرنا)

## ۲۲ مرداد،۱۳۸۴(شنبه)
برابر با: ۱۳ اوت، ۲۰۰۵
- برای «احمدی نژاد» ویزای سفر به آمریکا صادر می‌شود. (ایرنا)
- کشمکش در خانهٔ احزاب ایران. (ایرنا)
- لایحهٔ حمایت از حریم خصوصی تقدیم مجلس شورای اسلامی شد. (ایرنا)
- آمریکا با آذربایجان و قزاقستان در امور حراست دریای خزر همکاری می‌کند. (ایرنا)
- وزیر بهداشت ایران اعلام کرد که ۱۹۹ بیمار مبتلا به وبا در کشور شناسایی شدند. (ایرنا)
- تیم ملی فوتبال ایران، کوالالامپور را به قصد توکیو ترک کرد. (ایرنا)
- پیروزی (۵-۲) تیم بایرن مونیخ با «علی کریمی» مقابل بایر لورکوزن. کریمی یک گل زد. (ایرنا)
- سایت «ناسا» توسط یک گروه ایرانی هک شد. (ایرنا)

## ۲۱ مرداد،۱۳۸۴(آدینه)
برابر با: ۱۲ اوت، ۲۰۰۵
- گزارش محرمانهٔ دولت آمریکا، ادعا علیه «احمدی نژاد» را بی‌اعتبار خواند. (ایرنا)
- آیین تدفین وزیر خارجهٔ سابق انگلیس «رابین کوک» با انتقاد از "تونی بلر" برگزار شد. (ایرنا)
- انگلیس صادرات فناوری هسته‌ای به هند را تسهیل کرد. (ایرنا)
- القاعده چهرهٔ جدیدی به خود گرفته‌است. (ایرنا)
- در پی کشته شدن وزیر خارجهٔ سریلانکا، در این کشور حالت فوق‌العاده اعلام شد. (ایرنا)
- کره جنوبی چند میلیون زندانی را عفو می‌کند. (ایرنا)
- روزانه ۳۰ هزار کودک بر اثر فقر، جان خود را از دست می‌دهند. (ایرنا)
- ۵۰ خودرو در تهران طعمه حریق شدند. (ایرنا)
- با برگزاری مراسم افتتاح، بازی‌های ورزشی دانشجویان جهان رسماً آغاز شد. (ایرنا)

## ۲۰ مرداد،۱۳۸۴(پنجشنبه)
برابر با: ۱۱ اوت، ۲۰۰۵
- نشست اضطراری شورای حکام با تصویب قطعنامه‌ای دربارهٔ ایران پایان یافت. (ایرنا) متن قطع‌نامه: (ایرنا) بیانیهٔ جنبش عدم تعهد: (ایرنا)
- نمایندهٔ انگلیس: توقف فعالیت تأسیسات اصفهان شرط از سرگیری مذاکرات است. (ایرنا)
- گزارش «کشتار سیک‌ها درسال ۱۳۶۳» باعث استعفای دو مقام حزب کنگرهٔ هند شد. (ایرنا)
- پاکستان به دارندگان موشک کروز پیوست. (ایرنا)
- «گونتر نتزر»:«کریمی» همهٔ حواس‌های کارشناسان را به خود جلب کرده‌است. (ایرنا)
- مسابقات والیبال جوانان جهان - تیم ایران در عین شایستگی مقابل برزیل شکست خورد. (ایرنا)
- سفر به ماه با بلیت ۱۰۰ میلیون دلاری. (ایرنا)
- گام تازه‌ای برای تولید مدارهای الکترونیک مولکولی. (ایرنا)

## ۱۹ مرداد،۱۳۸۴(چهارشنبه)
برابر با: ۱۰ اوت، ۲۰۰۵
- سیل به ۷۰ روستای شهرستان کلاله خسارت وارد کرد. (ایرنا)
- متن پیش‌نویس قطعنامهٔ پیشنهادی سه کشور اروپایی به شورای حکام دربارهٔ ایران. (ایرنا)
- فک پلمب مجتمع اصفهان عصر امروز انجام شد. (ایرنا)
- جنبش عدم تعهد برای صرف نظر کردن اروپا از صدور قطعنامه علیه ایران تلاش می‌کنند. (ایرنا)
- نیروهای آمریکا از شهر نجف اشرف خارج می‌شوند. (ایرنا)
- یک منبع آذری: پنتاگون ۱۳۰ میلیون دلار برای ایجاد سیستم محافظ خزر تخصیص داد. (ایرنا)
- ماهوارهٔ مصباح امکان دریافت و بازگشت اطلاعات را با سرعت بالا فراهم می‌کند. (ایرنا)
- یک روستای ما قبل تاریخ در ایتالیا سر از آب بیرون آورد. (ایرنا)
- دانشمندان چینی از طریق شبیه‌سازی، یک خوک تولید کردند. (ایرنا)
- موتور جستجوی یاهو ۲۰ میلیارد صفحه و عکس اینترنتی را فهرست کرده‌است. (ایرنا)

## ۱۸ مرداد،۱۳۸۴(سه‌شنبه)
برابر با: ۹ اوت، ۲۰۰۵
- ایران آمادگی خود برای ادامهٔ بدون پیش‌شرط مذاکرات با اتحادیهٔ اروپا را اعلام کرد. (ایرنا)
- آژانس بین‌المللی انرژی اتمی مذاکره با ایران را از سر می‌گیرد. (ایرنا)
- آمریکا دربارهٔ صدور روادید برای «احمدی‌نژاد» موضع مبهمی اتخاذ کرده‌است. (ایرنا)
- روسیه از ایران خواست غنی‌سازی اورانیوم را متوقف کند. (ایرنا)
- امدادگران چینی امیدی به نجات ۱۰۲ معدنچی گرفتار در عمق زمین ندارند. (ایرنا)
- طرح پیشنهادی تشکیل دادگاه‌های سری مظنونین به تروریسم در انگلیس. (ایرنا)
- فضاپیمای دیسکاوری به زمین نشست. (ایرنا)
- تودهٔ ۱۴ کیلوگرمی از شکم یک زن در بناب خارج شد. (ایرنا)

## ۱۷ مرداد،۱۳۸۴(دوشنبه)
برابر با: ۸ اوت، ۲۰۰۵
- ایران به دلیل نادیده گرفته‌شدن حق خود، غیرقابل قبول‌بودن طرح اروپا را به‌طور رسمی ابلاغ کرد. (ایرنا)
- فعالیت بخش‌هایی از تأسیسات اصفهان آغاز شد. (ایرنا)
- اروپایی‌ها پیش‌نویس قطعنامهٔ پیشنهادی خود دربارهٔ ایران را تغییر می‌دهند. (ایرنا)
- کابینهٔ ژاپن با انحلال مجلس نمایندگان این کشور موافقت کرد. (ایرنا)
- فرانسه نسبت به بمب‌گذاری‌های لندن توسط عوامل پاکستانی هشدار داده بود. (ایرنا)
- بهای نفت در بازارهای جهانی به یک رکورد جدید دست یافت. (ایرنا)
- فرود «دیسکاوری» با ۹۰ دقیقه تأخیر انجام خواهد شد. (ایرنا)
- بالاترین نرخ رشد کاربر اینترنت در خاورمیانه متعلق به سوریه و ایران است. (ایرنا)
- «توشیبا» و «کلارینت» دیسک‌های «دی‌وی‌دی» ۳۰ گیگابایتی تولید می‌کنند. (ایرنا)

## ۱۶ مرداد،۱۳۸۴(یکشنبه)
برابر با: ۷ اوت، ۲۰۰۵
- آصفی: ایران تا فردا پاسخ اروپا را ارائه می‌دهد. (ایرنا)
- پسر هاشمی رفسنجانی از وزارت نفت استعفا کرد. (بی‌بی‌سی)
- خاتمی به ریاست شورای مرکزی مجمع روحانیون مبارز انتخاب شد. (ایرنا)
- در ادامهٔ ناآرامی‌ها در شهرهای کردنشین ایران، امروز در اکثر این شهرها اعتصاب برقرار بود. (بی‌بی‌سی)
- حمایت آمریکاییان از«جرج بوش» به پایین‌ترین حد رسید. (ایرنا)
- نتانیاهو به دلیل خروج اسرائیل از نوار غزه استعفا داد. (بی‌بی‌سی)
- گاردین: عربستان قبل‌از بمب‌گذاری‌های اخیر لندن به انگلیس هشدار داده بود. (ایرنا)
- خواندن فکر انسان‌ها از طریق تصویربرداری مغزی. (ایرنا)
- مصرف بالای شیر زمینه‌ساز ابتلا به سرطان تخمدان است. (ایرنا)
- گزارش ویروس‌های اینترنتی در هفته‌ای که گذشت. (ایرنا)

## ۱۵ مرداد،۱۳۸۴(شنبه)
برابر با: ۶ اوت، ۲۰۰۵
- رئیس جمهوری جدید ایران آیین تحلیف را به جای آورد. (ایرنا)
- سخنگوی وزارت امور خارجه: طرح اروپایی‌ها قابل پذیرش نیست. (ایرنا)
- نکات اصلی پیشنهادهای اتحادیهٔ اروپا به ایران (ایرنا)
- انگلیس خواستار آزادی «اکبر گنجی» شد. (ایرنا)
- «رابین کوک» وزیر امور خارجهٔ سابق انگلیس درگذشت. (ایرنا)
- نیوز پاکستان: اسلام‌آباد مدل جدید موشک اتمی را آزمایش می‌کند. (ایرنا)
- «دیسکاوری» برای بازگشت به زمین از ایستگاه فضایی جدا شد.
- یک ادعای جنجال‌برانگیز و انقلابی در زمینهٔ سلول‌های بنیادین. (ایرنا)
- چسب زخم هوشمند وارد بازار می‌شود. (ایرنا)
- ویروس ویندوز ویستا یک روزه نوشته شد. (ایرنا)

## ۱۴ مرداد،۱۳۸۴(آدینه)
برابر با: ۵ اوت، ۲۰۰۵
- خبرگزاری فرانسه: مقامات اروپایی پیشنهادهای خود را تحویل ایران دادند. (ایرنا)
- جزئیاتی از طرح پیشنهادی اتحادیهٔ اروپا به ایران فاش شد. (ایرنا) (بی‌بی‌سی)
- شورای حکام روز سه‌شنبه دربارهٔ ایران نشست فوق‌العاده دارد. (ایرنا)
- فرانسه ۴۰۰ نظامی و شش هواپیمای «میراژ» در تاجیکستان مستقر کرد. (ایرنا)
- مفتی چچن روسیه علیه وهابی‌ها اعلام جهاد کرد. (ایرنا)
- هفت ملوان روسی در یک زیردریایی در اعماق دریا گرفتار شدند. (ایرنا)
- ربات رفته‌گر صنعتی توسط یک دانشجوی دانشگاه آزاد دزفول ساخته شد. (ایرنا)
- مسابقات پرورش اندام قهرمانی ایران با قهرمانی تیم تهران به پایان رسید. (ایرنا)
- شواهد تازه درتائید نظریهٔ انقراض ۶۰ درصد حیوانات در نیم میلیارد سال قبل (ایرنا)

## ۱۳ مرداد،۱۳۸۴(پنجشنبه)
برابر با: ۴ اوت، ۲۰۰۵
- آیین تحلیف حکم ریاست جمهوری ایران روز شنبه برگزار می‌شود. (ایرنا)
- مراسم پرده‌برداری از ماهوارهٔ مصباح در تهران برگزار شد. (ایرنا)
- وزیر ارتباطات: ایران به ۱۲ کشور دارای دانش ساخت ماهواره پیوست. (ایرنا)
- کیکر، کریمی را برندهٔ اصلی اردوهای تدارکاتی تیم بایرن‌مونیخ معرفی کرد. (ایرنا)
- اتحادیهٔ اروپا خواستار نشست فوق‌العادهٔ آژانس بین‌المللی انرژی اتمی شد.(ایرنا)
- نخستین متهم بمب‌گذاری‌های لندن به حکم دادگاه به زندان رفت. (ایرنا)
- جانشین «گارانگ» به عنوان معاون رئیس جمهوری سودان برگزیده شد. (ایرنا)
- «موساد» در ربودن سفیر مصر در عراق دست داشته‌است. (ایرنا)
- رزمایش مشترک اوکراین، آمریکا، گرجستان و آذربایجان آغاز شد. (ایرنا)

## ۱۲ مرداد،۱۳۸۴(چهارشنبه)
برابر با: ۳ اوت، ۲۰۰۵
- تنفیذ حکم ریاست جمهوری محمود احمدی‌نژاد امروز برگزار شد. (ایرنا)
- مدیرعامل ایرنا استعفا داد. (بی‌بی‌سی)
- دست کم ۲۰ تن در برخوردهای شب گذشته در «خارطوم» کشته شدند. (ایرنا)
- سوییس ۱۶۰ دستگاه تانک زرهی دیگر به عراق می‌فروشد. (ایرنا)
- عملیات بی‌سابقهٔ فضاپیمای دیسکاوری در مدار زمین انجام شد. (ایرنا)
- اپرای زرتشت به روی صحنه رفت. (بی‌بی‌سی)
- بقایای بیش از ۳۵۰ جنین در بیمارستانی در پاریس کشف شد. (ایرنا)
- مایکروسافت می‌خواهد میزبان بزرگ‌ترین همایش سلاطین هک شود. (ایرنا)

## ۱۱ مرداد،۱۳۸۴(سه‌شنبه)
برابر با: ۲ اوت، ۲۰۰۵
- دوران ریاست جمهوری خاتمی امروز پایان می‌یابد. (ایرنا)
- یک بمب صوتی در تهران منفجر شد. (ایرنا)
- اعتصاب غذای شماری ازاهالی مطبوعات در حمایت از اکبر گنجی (ایرنا)
- ملک فهد، پادشاه سابق عربستان سعودی به خاک سپرده شد. (ایرنا)
- محافظه‌کاران خواستار خروج انگلیس از کنوانسیون حقوق بشر اروپایی شدند. (ایرنا)
- سی‌ان‌ان: ناآرامی‌ها در سودان خاتمه یافت. (ایرنا)
- «جان بولتون» نمایندهٔ آمریکا در سازمان ملل متحد شد. (ایرنا)
- فرانسیس فوکویاما: بیشتر کشورهای عضو سازمان ملل متحد نظام مردم‌سالاری ندارند. (ایرنا)
- تایوان نام نهاد حکومتی این جزیره را تغییر داد. (ایرنا)
- شرکت‌های آمریکایی، سرمایه‌های خود را از اروپا خارج می‌کنند. (ایرنا)
- شکست تلاش‌ها برای توقف انتشار اطلاعات ایرادهای امنیتی زیرساخت‌های اینترنت.(ایرنا)
- «دسک‌بار» اسلحهٔ جدید «گوگل» در مقابل رقیبان است. (ایرنا)

## ۱۰ مرداد،۱۳۸۴(دوشنبه)
برابر با: ۱ اوت، ۲۰۰۵
- آصفی (سخنگوی وزارت خارجهٔ ایران): امروز آخرین مهلت برای ارائهٔ پیشنهاد اروپایی‌هاست. (ایرنا)
- نامهٔ ایران تحویل آژانس بین‌المللی انرژی اتمی شد. (ایرنا) بخشی از نامه را در اینجا بخوانید.(ایرنا)
- ملک فهد پادشاه عربستان سعودی درگذشت (ایرنا) (بی‌بی‌سی) و شاهزاده عبدالله بن عبدالعزیز جای وی را گرفت. (ایرنا)
- یک مقام عراقی: قانون اساسی دائم عراق، ۲۴ مرداد تصویب می‌شود. (ایرنا)
- سرنوشت نامعلوم معاون رئیس‌جمهوری سودان-جان گارانگ (بی‌بی‌سی)
- زیمبابوه: زمین فقط برای سیاهپوستان است. (ایرنا)
- ژاپن جنگ فولاد علیه آمریکا را آغاز کرد. (ایرنا)
- جسد ۹ نوزاد در آلمان کشف شد. (ایرنا)
- آزمایش کپسول داروی سنتی چین برای درمان ایدز آغاز شد. (ایرنا)
- شاهدان عینی از فرود یک بشقاب پرنده در روسیه می‌گویند. (ایرنا)
- امروز اولین مرکز داده‌ی اینترنتی بخش خصوصی در ایران افتتاح شد. (ایرنا) (اظهارات یک مسئول دربارهٔ این مرکز) (ایرنا)
- سرمایه‌گذاری یک میلیارد و ۸۰۰ میلیون دلاری چین برای بازی‌های اینترنتی (ایرنا)